# أبو محمد زيادة الله بن إبراهيم
أبو مُحَمد زيادة الله بن إبراهيم الأغلبي المعروف بزيادة الله الأول (172 هـ - 223 هـ / 788 - 837م) هو ثالث مُلَوك الدولة الأغلبية تولى المُلك بعد وفاة أخيه عبد الله الأول سنة 201 هـ وأستمر ملكاً حتى وفاته في سنة 223 هـ وخلفه في الحُكم أخوه الأغلب بن إبراهيم الأغلبي، وكانت دولته إحدى وعشرين سنة وسبعة أشهر وثمانية أيام.
وكان هو أول من سُمَي زيادة الله من بني الأغلب، وقد ساد الأمن في زمانه وبلغت الدولة مبلغاً عظيماً حيث قام بحشد قوة كبيرة في سنة 212 هـ لغزو جزيرة صقلية وأوكل قياته للفقيه أسد بن الفرات فتمكنت جيوشه من هزيمة الجيش البيزنطي الذي كان يرابط فيها وفتحها وضمها للدولة الأغلبية، وقد واجه بعض الثورات في بلاده في أول أيامه لكنه تمكن من قمع جميع تلك التحركات وفرض الأمن في جميع بلاده، توفي في القيروان عاصمة مُلكه وله إحدى وخمسين عاماً.

## سياسته
كثرت حركات الخروج عن الطاعة في أيام زيادة الله حتى إنه لم يعد يسيطر في بعض السنوات إلا على حاضرته وما يحيط بها، وترجع أسباب الاضطراب إلى استمرار زيادة الله على سياسة أخيه الجائرة مع الناس واستخفافه بالجند. ومن الثورات التي قامت في وجهه ثورة ابن الصقلبية في سنة 207هـ/ 822م في باجة التي قضى عليها بسهولة، وثورة عمرو بن معاوية القيسي سنة 208هـ/ 823م التي عرفت بثورة القصرين، فقضى عليها أيضاً، ثم ثورة منصور الطَنْبذي سنة 209هـ/ 824م في تونس التي كادت تودي بالدولة الأغلبية. واستطاع زعيمها إلحاق هزيمة قوات زيادة الله أكثر من مرة، حتى خرجت مدن كثيرة عن طاعته، واستبد بها القواد الذين دخلوا في طاعة الطنبذي، ومنها باجة والجزيرة وصَطْفورة وبَنْزَرْت والأرس وغيرها. ولم يبقَ في يد زيادة الله سوى عدد قليل من المدن، كما حاول الطنبذي احتلال القيروان نفسها، وإنهاء حكم زيادة الله سنة 209هـ/ 824م فلم ينجح، وضرب منصور الطنبذي السكة باسمه.
حاول علماء إفريقية التوسط بين زيادة الله والطنبذي كأبي محرز وأسد بن الفرات، ولكن الحرب لم تتوقف، إلى أن قام زيادة الله بهجوم كبير في منتصف جمادى الآخر سنة 209هـ/ 12 تشرين الأول 824م، فانهزم الطنبذي إلى قصره بتونس، ولاذ رجاله بالفرار، ولكنه ما لبث أن استجمع قواه، وعاود القتال من جديد، وتضعضع حال زيادة الله ثانية، حتى كاد يخسر كل شيء، ولم يبق في يده إلا قابس ونفزاوة وطرابلس، ولم ينقذه إلا خلاف نشب بين منصور الطنبذي وعامر بن نافع أحد قادته، إذ انقلب عامر على الطنبذي واعتقله وسجنه في جزيرة جَرْبة ثم قتله. ولم تنتظم الأمور لعامر بن نافع فاضطر إلى الفرار بسبب التمزق في صفوف جنده، ولم تنته الفتنة إلا بوفاته، بعد مدة من الاضطراب دامت ثلاثة عشر عاماً.
بعد أن استتب الأمر لزيادة الله الأغلبي قرر الشروع بفتح صقلية سنة 212هـ/ 827م، فجهز حملة أسند قيادتها إلى القاضي الفقيه أسد بن الفرات الذي كان على علمه فارساً شجاعاً، ونزلت الحملة في مَزارة على أقصى الشاطئ الجنوبي الغربي، وهي أول عملية إنزال في صقلية من سلسلة عمليات طويلة استمرت مدة اثنتين وخمسين عاماً، وانتهت بفتح سرقوسة سنة 264هـ.

## وفاته
توفي زيادة الله سنة 223هـ/ 838م بعد ولاية حافلة بجلائل الأعمال والخطوب، استمرت أكثر من إحدى وعشرين سنة، وخلفه في الإمارة أخوه الأغلب أبو عقال المعروف بخَزَر أو خزرون.

## في الإعلام
ظهرت شخصية زيادة الله في مسلسل فايكنغز وقام بالدور الممثل المصري خالد أبو النجا. والمؤرخون العرب يقولون أن سبب غزو صقلية كان الفايكنج (النورمان).